# Bjarkøy
Bjarkøy – dawna gmina w Norwegii w okręgu Troms. W 2013 roku została włączona do gminy Harstad. W momencie likwidacji Bjarkøy była najmniejszą gminą w Troms pod względem populacji i powierzchni. Centrum administracyjnym gminy była wieś Nergården.
Bjarkøy była 401. norweską gminą pod względem powierzchni.

## Demografia
Według danych z roku 2005 gminę zamieszkiwało 535 osób. Gęstość zaludnienia wynosiła 7,12 os./km². Pod względem zaludnienia Bjarkøy zajmowała 428. miejsce wśród norweskich gmin.
| ludność stan na 1 stycznia 2005 |         |           |       |
|                                 | kobiety | mężczyźni | razem |
| osób                            | 264     | 271       | 535   |
| %                               | 49,35%  | 50,65%    | 100%  |

| wykształcenie stan na 1 października 2004 |        |         |        |        |
|                                           | podst. | średnie | wyższe | niezn. |
| osób                                      | 156    | 216     | 44     | 13     |
| %                                         | 36,36% | 50,35%  | 10,26% | 3,03%  |

## Edukacja
Według danych z 1 października 2004:
- liczba szkół podstawowych (norw. grunnskolar): 1
- liczba uczniów szkół podst.: 46

## Władze gminy
Według danych na rok 2011 administratorem gminy (norw. rådmann) był Gudmund Nygård, natomiast burmistrzem (norw. ordfører, d. borgermester) był Eddmar Jon Osvoll.